# Simon Wolf

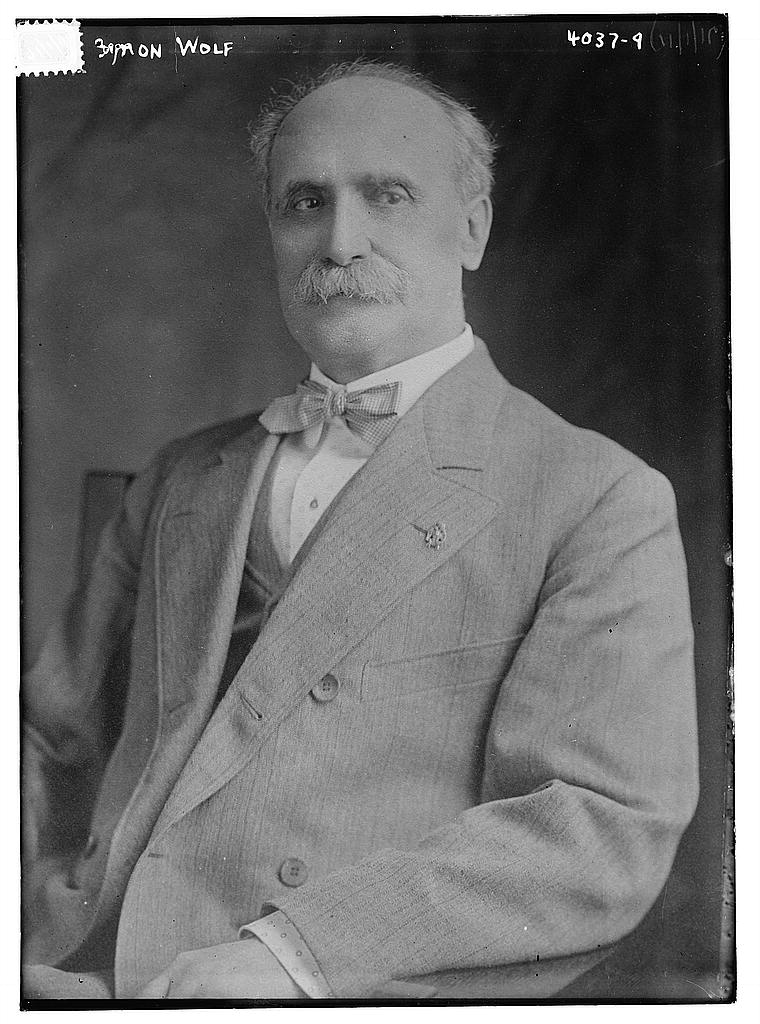
Simon Wolf in 1916

Simon Wolf (* 1836 in Hinzweiler; † 1923) war ein deutsch-US-amerikanischer Anwalt, Diplomat und Mitglied mehrerer Washingtoner Organisationen. Simon Wolf kannte und beriet verschiedene US-Präsidenten von Abraham Lincoln bis Woodrow Wilson und war ein Freund von Präsident Ulysses S. Grant.

## Leben
Simon Wolf wurde in Hinzweiler geboren. Die Familie emigrierte 1848 in die Vereinigten Staaten und ließ sich in Uhrichsville in Ohio nieder. 1861 trat er der Ohio State Bar, der Rechtsanwaltskammer des Staates Ohio, bei. 1862 zog er nach Washington, wo er bis zu seinem Tod überwiegend lebte.
Wolf war Mitglied der „Washington Hebrew Congregation“, der ältesten jüdischen Gemeinde Washingtons. Er war Berater verschiedener Präsidenten in jüdischen Angelegenheiten, unter anderem überzeugte er Präsident Ulysses S. Grant im Jahre 1876, der Eröffnung der vor allem von deutschen Emigranten gebauten Adas Israel Synagoge, der ältesten, noch vorhandenen Synagoge Washingtons, beizuwohnen (die Synagoge beherbergt heute das „Lillian & Albert Small Jewish Museum“). Auch überzeugte er Präsident William McKinley, die Grundsteinlegung der Synagoge der „Washington Hebrew Congregation“ vorzunehmen.
Simon Wolf war 1881 Konsul in Ägypten. Er wurde ins Washingtoner „Board of Charities“ berufen, eine Gruppe von Bürgern, die Wohltätigkeitsvereine und -stiftungen auf ihre Vertrauenswürdigkeit überprüft. Im „Board of Education“ war er für die Verwaltung der öffentlichen Schulen Washingtons mitverantwortlich. Zeitweise war er im District of Columbia bei der Prüfung und Eintragung von Grundstücksakten tätig. Er war Mitglied verschiedener Washingtoner deutsch-amerikanischer Gesellschaften.
Mit seinem Schwiegersohn Meyer Cohen betrieb er in den 1890er Jahren die Anwalts- und Versicherungskanzlei Wolf & Cohen in Washington. Eine Tochter von Simon Wolf ist die Malerin Florence Wolf Gotthold.
1987 erschien von Esther L. Panitz eine Biographie über Simon Wolf mit dem Titel Private Conscience and Public Image.